# Pinette
Ne pas confondre avec l'entreprise de machines-outils Pinette PEI à Chalon-sur-Saône.
Pinette est une communauté dans le comté de Queens sur l'Île-du-Prince-Édouard, au Canada, au sud-est de Charlottetown.